# Шалені авторки
"Шалені авторки" — український YouTube-канал на культурно-просвітницьку тематику.

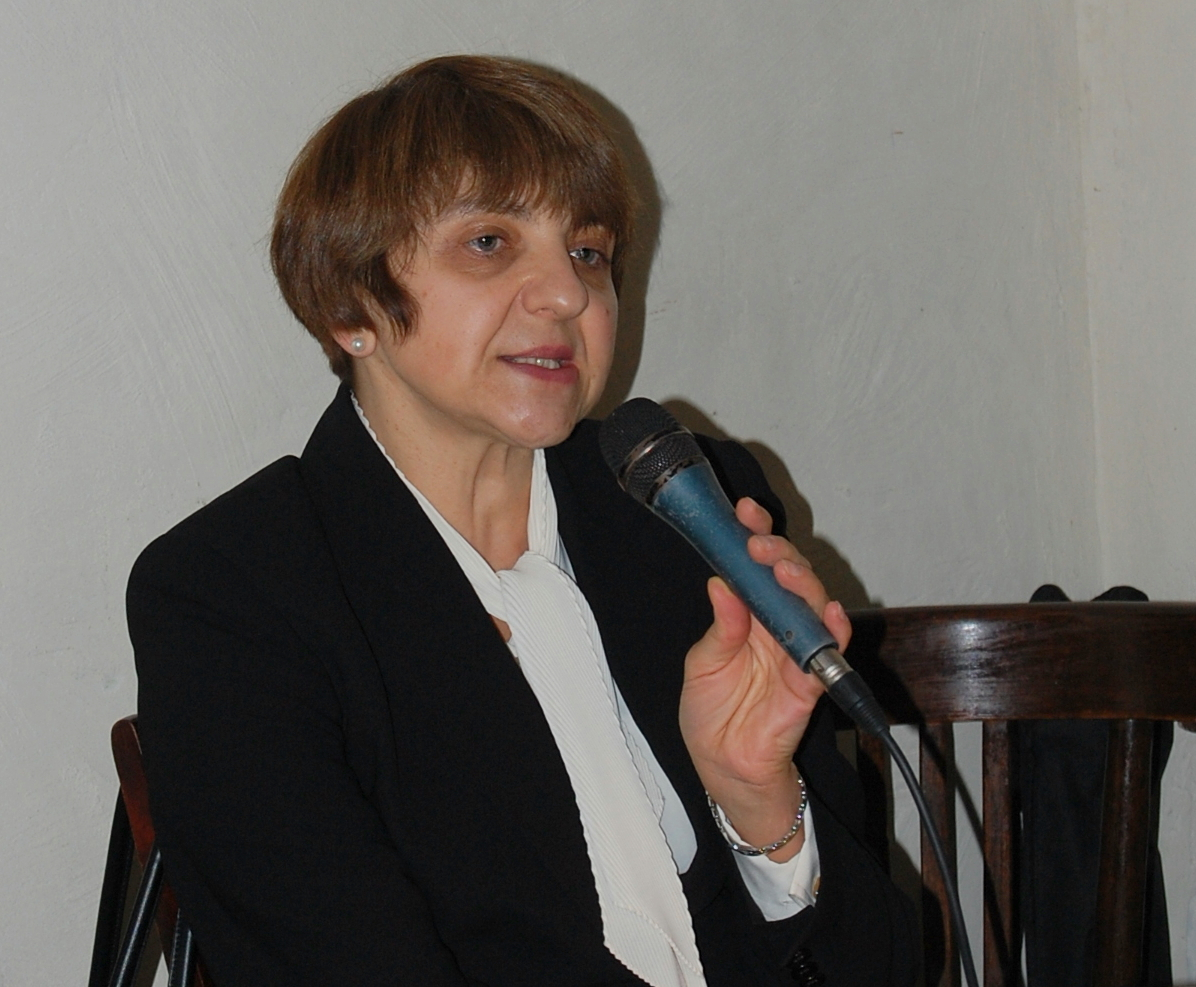
Віра Агеєва, засновниця каналу

## Історія
Канал створено 21 листопада 2021 року докторкою філологічних наук Вірою Агеєвою та кандидатом філологічних наук Ростиславом Семківом за підтримки Фонду ім. Гайрінха Бьолля. Вже за перший місяць існування відео на каналі набирали близько 5 тисяч переглядів, а згодом, після стрімкого зросту популярності у квітні 2022 року, перегляди почали сягати 10 тисяч. Разом із переглядами росла і кількість підписників, і станом на квітень 2023 їхня кількість перевищила 18 тисяч. Варто зазначити, що це найбільш успішний та перспективний канал такого жанру.

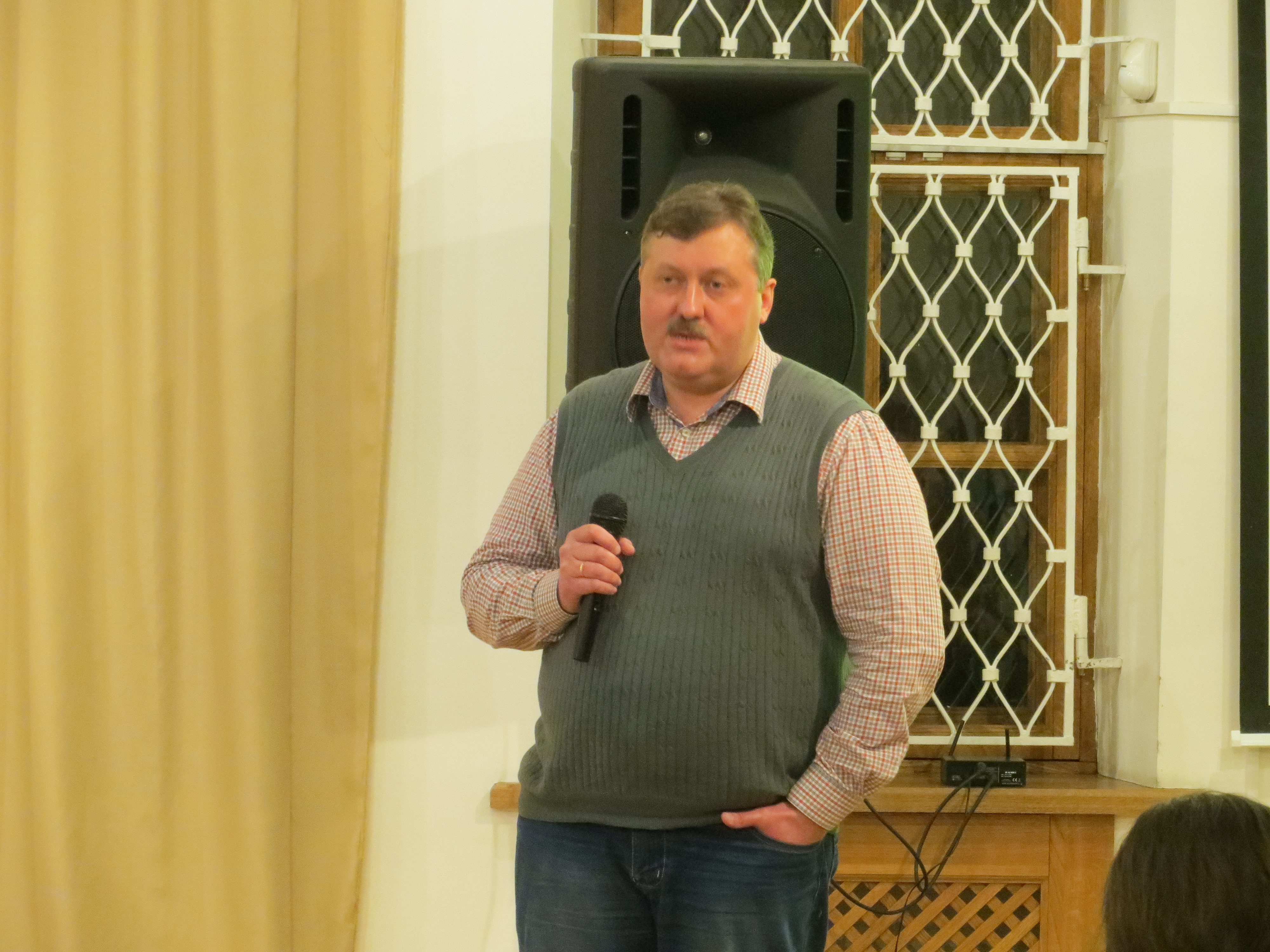
Ростислав Семків, засновник каналу

## Тематика каналу
На каналі можна знайти відео на тему культури, ґендеру та ідентичності. Автори розповідають про становлення особистостей відомих українських та зарубіжних письменниць, їхній творчий шлях та внесок у розвиток літератури. Окрім того, у березні 2023 року канал дещо змінив тематику: надалі відео також будуть розкривати проблематику культурно-національної ідентичності та її складових.
Діяльність каналу є важливою для популяризації української літератури та розвитку естетичного смаку українців.

## Статистика
Станом на квітень 2023 року канал "Шалені авторки" має:
- понад 18,4 тис. підписників;
- понад 321 тис. переглядів;
- 112 відео.